# In the Middle of Nowhere
Pour les articles homonymes, voir Middle of Nowhere.
Albums de Modern Talking
Ready for Romance
(1986) Romantic Warriors
(1987)
Singles
In the Middle of Nowhere est le 4e album du groupe allemand Modern Talking sorti le 10 novembre 1986. Son titre phare Geronimo's Cadillac s'est classé 3e dans les Top 50 allemands et autrichiens.

## Titres
1. Geronimo's Cadillac - 3:18
2. Riding on a White Swan - 3:55
3. Give Me Peace on Earth - 4:14
4. Sweet Little Sheila - 3:07
5. Ten Thousand Lonely Drums - 3:33
6. Lonely Tears in Chinatown - 3:32
7. In Shaire - 3:45
8. Stranded in the Middle of Nowhere - 4:33
9. The Angels Sing in New York City - 3:35
10. Princess of the Night - 3:56